# ناوكي كيكوتشي
ناوكي كيكوتشي (باليابانية: 菊池 直喜) (3 يوليو 1973 في إيواته في اليابان – )؛ هو لاعب كرة قدم سابق كان يلعب كحارس مرمى.